# Іринарх (Тимчук)
Єпископ Іринарх, (в миру Денис Іванович Тимчук, нар. 3 серпня 1987, смт. Новгородське, Донецька область, Українська РСР, СРСР)  — архієрей Української православної церкви (Московського патріархату), єпископ.
Тезоіменитство — 28 листопада (11 грудня) в день пам'яті мученика Іринарха Севастійського.
Народився в сім'ї робітників.
У 1988 році був хрещений у Свято-Миколаївському храмі с. Виженка Чернівецької області.
Навчався:
- 1994–2004 роки — в Новгородській загальноосвітній школі 1-3 ступенів;
- 2006–2010 роки — у Київській духовній семінарії;
- 2012–2016 роки — у Київській духовній академії.

12 грудня 2010 року прийняв чернечий постриг з ім'ям Іринарх, на честь мученика Іринарха Севастійського. 26 грудня 2010 року рукоположений в сан ієродиякона, 14 січня 2011 року — в сан ієромонаха.
З 2010 року — клірик Спасо-Преображенського кафедрального собору м. Біла Церква.
У 2012 році почисленний за штат Білоцерківської єпархії (17 липня), а 18 вересня того ж року прийнятий в штат Луганської єпархії. Призначений ключарем Петропавлівського кафедрального собору м. Луганська і економом єпархіального управління.
У 2013 році почисленний за штат Луганської єпархії (15 січня), а 3 лютого прийнятий в штат Сєверодонецької єпархії. Призначений ключарем Христо-Різдвяного кафедрального собору м. Сєвєродонецьк та благочинним Сєверодонецького округу.
30 травня 2013 року возведений в сан архімандрита.
17 квітня 2014 року призначений секретарем Сєверодонецької єпархії, 7 квітня 2015 року — головою ревізійної комісії при Сєверодонецькому єпархіальному управлінні, 5 квітня 2019 року — настоятелем Свято-Успенського храму м. Рубіжне Луганської області.
17 серпня 2020 року Священний синод УПЦ (МП) ухвалив рішення обрати архім. Іринарха єпископом Новопсковським, вікарієм Сєверодонецької єпархії. 22 серпня 2020 року був наречений, а 28 серпня 2020 року в Успенському соборі Києво-Печерської Лаври за Божественною літургією — хіротонізований в єпископа Новопсковського. Хіротонію очолив митрополит Київський і всієї України Онуфрій (Березовський). Йому співслужили митрополити Вишгородський і Чорнобильський Павел (Лебідь), Бориспільський і Броварський Антоній (Паканич), Сєверодонецький і Старобільський Никодим (Барановський), Ніжинський і Прилуцький Климент (Вечеря), єпископи Баришівський Віктор (Коцаба), Макарівський Гедеон (Харон), Переяслав-Хмельницький Діонісій (Пилипчук), Згурівський Амвросій (Вайнагій), Вишневський Спиридон (Романов), Ірпінський Лавр (Березовський), Бородянський Марк (Андрюк), Ладанський Феодосій (Марченко) та духовенство Києво-Печерської Лаври.

### Нагороди
- право носіння наперсного хреста (8.01.2012)
- право носіння хреста з прикрасами (18.11.2012)